# Metalink
Metalink — це відкритий формат файлів на основі XML, призначений для опису посилань на файли для завантаження за протоколами HTTP, FTP, BitTorrent тощо.
У метафайлі з розширенням .metalink (Metalink 3.0) або .meta4 (Metalink 4.0) зберігаються перелік джерел файлів, контрольні суми та інша додаткова інформація. Між собою ці файли несумісні, оскільки є різними форматами.
Використання цього формату дозволяє підвищити надійність та швидкість, завантажуючи файли одночасно з різних джерел.
Також є можливість реалізувати автоматичну перевірку файлів за контрольними сумами, автоматичне відновлення пошкоджених файлів, одночасне додавання у чергу завантаження декількох файлів та автоматичний вибір файлів для операційної системи користувача.

## Програми
- Aria2
- cURL
- Download Master/Internet Download Accelerator
- DownThemAll!
- FlashGot
- Free Download Manager
- GetRight
- KGet
- Net Transport
- Orbit Downloader
- Retriever
- SmartFTP
- Speed Download
- Uget (за допомогою плагіна Aria2)
- wxDownload Fast